# 밀월 브릭
밀월 브릭(Millwall brick)은 조그마한 곤봉으로 사용되는 조작된 신문지로 만든 즉석 무기이다. 축구 훌리건주의로 명성을 얻은 밀월 FC의 지지자들의 이름을 따서 명명되었다. 밀월 브릭은 1960년대와 1970년대 영국 축구 경기에서 스텔스 무기로 사용된 것으로 알려져 있다. 이 무기는 신문을 쉽게 접할 수 있고, 신문을 축구장으로 반입하는 것을 제한하는 데 어려움이 있으며, 제작이 용이하기 때문인 인기가 있었다.

## 같이 보기
- 곤봉
- 자기방어
- 길거리 싸움
- 울트라스
- 축구 문화
- 축구 폭력